# Robert Gascoyne-Cecil, 3. Marquess of Salisbury

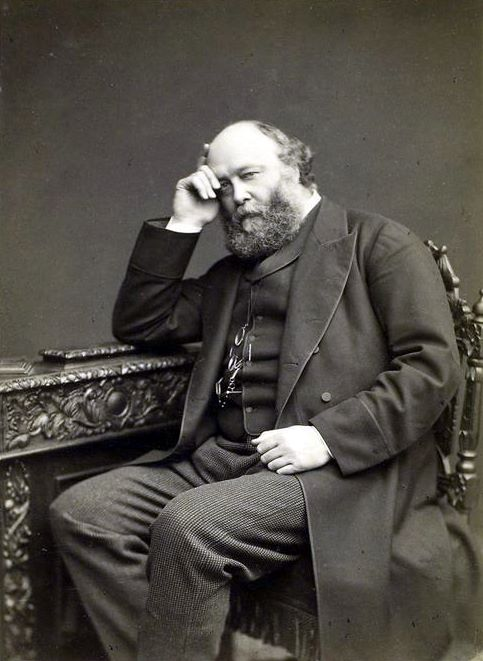
Lord Salisbury, Fotografie von 1886

Robert Arthur Talbot Gascoyne-Cecil, 3. Marquess of Salisbury, KG, PC (* 3. Februar 1830 in Hatfield, Hertfordshire; † 22. August 1903 ebenda), war ein britischer Staatsmann und Premierminister.

## Leben und Wirken
Cecil war der dritte Sohn des James Gascoyne-Cecil, 2. Marquess of Salisbury, aus dessen erster Ehe mit Frances Gascoyne. Als jüngerer Sohn eines Marquess führte er ab Geburt die Höflichkeitsanrede „Lord“ Robert Gascoyne-Cecil. Nach einer unglücklichen Kindheit mit Schulausbildung am Eton College und dem Studium am Christ Church College der University of Oxford wurde er im Juli 1852 als konservativer Abgeordneter ins House of Commons, das Unterhaus des britischen Parlaments, gewählt.
1857 heiratete Cecil Georgina Alderson. Sein Vater versuchte, die Heirat seines Sohnes zu verhindern, da die Braut nach seiner Auffassung aufgrund ihres geringeren gesellschaftlichen Rangs „unstandesgemäß“ war. Das Eheleben verlief glücklich; das Ehepaar hatte zwei Töchter und fünf Söhne, darunter die Politiker Hugh Cecil und Robert Cecil.
Seit 1865 sein ältester Bruder James (* 1821) kinderlos gestorben war, führte Cecil als neuer Heir apparent seines Vaters den Höflichkeitstitel Viscount Cranborne. Der zweitgeborene Bruder Arthur (* 1823) war bereits als Kleinkind gestorben.
1866 trat er als Indienminister in die dritte Regierung von Lord Derby ein; er folgte in dieser Position auf den Marquess of Ripon. Er schied schon sieben Monate später wieder aus dem Kabinett aus, weil er den Reform Act 1867 als zu demokratisch ablehnte.
Durch den Tod seines Vaters im April 1868 erbte er dessen Adelstitel als 3. Marquess of Salisbury und wurde somit Mitglied im House of Lords. 1870 wurde er zum Kanzler der Universität Oxford ernannt.
Er war vom 21. Februar 1874 bis zum 2. April 1878 Indienminister im zweiten Kabinett von Benjamin Disraeli. Salisbury entwickelte allmählich ein gutes Verhältnis zu Disraeli, den er anfangs nicht mochte und dem er ursprünglich misstraute, zumindest teilweise wegen Disraelis jüdischer Herkunft. Auf der von Großbritannien einberufenen Konferenz von Konstantinopel (Dezember 1876 bis Januar 1877), auf der unter anderem die Zukunft des Balkan diskutiert wurde, leitete Salisbury die britische Delegation. Dort gelang es ihm, das Osmanische Reich vorerst zu erhalten, die russischen Expansionsbestrebungen auf dem Balkan und in Kleinasien zu bremsen und Zypern für Großbritannien zu gewinnen. 1878 folgte Salisbury Lord Derby (Sohn des früheren Premierministers) als Außenminister nach. Für seine Verdienste beim Berliner Kongress (1878) erhielt er den Hosenbandorden.
Nach Disraelis Tod am 19. April 1881 begann eine turbulente Zeit für die Konservativen. Salisbury wurde der führende Konservative im Oberhaus und kämpfte mit dem führenden Konservativen im Unterhauses, Sir Stafford Northcote, um die Vorherrschaft in der Partei. Salisbury ging schließlich als Sieger hervor und wurde von 1885 bis 1886 Premierminister einer Minderheitsregierung. Die Spaltung der Liberalen über die Frage der irischen Selbstregierung bescherte ihm allerdings 1886 eine parlamentarische Mehrheit, und mit einer Unterbrechung (1892–1895) bildete er von 1886 bis 1902 die Regierung. Ab 1895 war er Lord Warden of the Cinque Ports.
Salisbury war während des Großteils seiner Amtszeiten als Premierminister auch sein eigener Außenminister. Er verfolgte eine Politik der splendid isolation und des Imperialismus, speziell in Afrika, wo die Faschoda-Krise und der Burenkrieg in seine Amtszeit fielen. Vor allem in Ost- und Südafrika dehnte er das britische Kolonialreich aus. Innenpolitisch lehnte er die Selbstverwaltung Irlands ab, wurde sonst aber kaum aktiv.
Am 11. Juli 1902 trat Salisbury aus gesundheitlichen Gründen zurück. Sein Neffe Arthur Balfour wurde sein Nachfolger. Salisbury war das letzte Mitglied des Oberhauses, das Premierminister war (mit der befristeten Ausnahme von Alec Douglas-Home, der kurz nach seiner Ernennung zum Premierminister seine Earlswürde ablegte).
Salisbury befasste sich privat intensiv mit Theologie und Philosophie sowie mit chemischen Experimenten.
Salisbury fand es schwierig, die Gesichter seiner Mitmenschen zu erkennen, sogar seiner Verwandten, wenn er sie unter unerwarteten Umständen traf. Einmal, als er während einer offiziellen Hofzeremonie hinter dem Thron stand, sah er einen jungen Mann, der ihm zulächelte. „Wer ist mein junger Freund?“, flüsterte er seinem Nachbarn zu. „Euer ältester Sohn“, antwortete der Nachbar. Offensichtlich war er von einer Form der Prosopagnosie betroffen.

## Weiteres
Das jetzige Harare, die Hauptstadt Simbabwes, trug zwischen 1890 und 1980 den Namen Salisbury nach Robert Gascoyne-Cecil, 3. Marquess of Salisbury.